# Buffalo Soldier (canción)
«Buffalo Soldier» es una canción de Reggae escrita por Bob Marley y Noel «King Williams» Sporty, y grabada por Bob Marley & The Wailers.  No apareció oficialmente hasta la liberación póstuma de Confrontation el 1983, cuando se convirtió en una de las canciones más conocidas de Bob Marley.
El título y las letras se refieren a los regimientos de caballería de negros de Estados Unidos, conocidos como «Buffalo Soldier», que lucharon en las Guerras indias después de 1866. Marley enlazó su lucha a una lucha por la supervivencia, y lo reformula como símbolo de resistencia negra.

## Trasfondo
El origen del término «Buffalo Soldier» se otorgó a las tropas negras por los americanos nativos, ya que pensaban que el cabello de los afroamericanos se parecía a la piel de un búfalo. El nombre fue aceptado por las tropas, quienes estaban familiarizados con «la feroz valentía y espíritu de lucha del Búfalo». Los deberes de los Buffalo soldier se resumían en resolver disputas de ferrocarril, construir líneas de telégrafo, reparar y construir fuertes, ayudar a los colonos a encontrar un sitio para vivir, y a proteger a los colonos de los  ataques de americanos nativos.
El estribillo de la canción, con las letras woe! yoe! yo!, se rumorea que estuvo inspirado por el coro Banana Split con su canción «Tra-La-La», un tema de 1968 de su espectáculo de televisión, escrito por Marca Barkan y Ritchie Adams.  No ha habido ninguna prueba de esto, y una historia por la BBC en 2010 parece lanzar dudas sobre esta historia. No ha habido ningún historial de litigios relacionados al coro, mientras la melodía en cuestión está derivada de la canción de dominio público «Shortnin' Bread».